# Ludwig von Mises
Pour les articles homonymes, voir Von Mises.
Ludwig von Mises (prononciation allemande : ˈluːt.vɪç fɔn ˈmiː.zəs), né le 29 septembre 1881 à Lemberg (Autriche-Hongrie) et mort le 10 octobre 1973 à New York (États-Unis) est un économiste austro-américain appartenant à l'école autrichienne qui a eu une influence importante sur le mouvement libéral et libertarien moderne.
Il enseigne d'abord à Vienne puis à Genève jusqu'en 1940. Fils d'une famille juive du royaume de Galicie et de Lodomérie et inscrit sur la liste noire des nazis, il fuit aux États-Unis où il se fait naturaliser en 1946 et enseigne à l'université de New York de 1945 à 1969.
Auteur majeur de l'école autrichienne d'économie qui défend le capitalisme et le libéralisme classique, il est particulièrement connu pour son œuvre majeure, L'Action humaine, traité d'économie publié pour la première fois en anglais en 1949. Il y expose en particulier les positions épistémologiques et méthodologiques qui caractérisent l'école autrichienne : conception subjective de la valeur, individualisme méthodologique et praxéologie.
Son nom reste également attaché à la critique du socialisme, que Mises considère voué irrémédiablement à l'échec en raison de l'absence des mécanismes de fixation des prix par le marché. Friedrich Hayek, Murray Rothbard et Israel Kirzner comptent parmi ses élèves les plus éminents.

## Biographie

### Jeunesse et formation
Ludwig Heinrich Edler von Mises nait à Lemberg en Autriche-Hongrie (aujourd'hui, Lviv) le 29 septembre 1881. Il voit le jour dans une famille de marchands juifs germanophones, anoblie la même année et résidant depuis des siècles en Galicie, dans l'actuelle Ukraine. Son père, Arthur von Mises est ingénieur en travaux publics et sa mère Adèle l'élève avec son frère Richard, né en 1883 et qui deviendra mathématicien. Ils ont un troisième frère, Karl, qui meurt pendant l'enfance. Ils déménagent à Vienne dans les années 1890. L'empire austro-hongrois est alors le deuxième plus grand empire d'Europe et est constitué d'une mosaïque de peuples et de cultures.

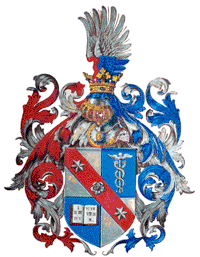
Armoiries de Ludwig von Mises

En 1892, il entre à l'Akademisches Gymnasium de Vienne, où il étudie avec Hans Kelsen. De 1900 à 1906, il étudie à l'université de Vienne, d'où il sort docteur en droit canon et romain, l'économie n'étant alors enseignée qu'à l'université de droit.
L'enseignement qu'il suit à l'université de Vienne est dominé par l'historicisme, en particulier dans les cours de Carl Grünberg. Si Mises rejette rapidement cette école, il est dans ses premières années d'université partisan de l'interventionnisme étatique. Il écrivit ainsi : « Quand j'entrai à l'université, j'étais moi aussi profondément étatiste ». C'est à partir de 1903-1904 qu'il se rapproche des théoriciens de l'école autrichienne d'économie comme Carl Menger, dont il lit durant ces années les Principes d'économie, et Eugen von Böhm-Bawerk, dont il suit le séminaire privé entre 1904 et 1914. Mises déclara que c'est de la lecture des Principes de Menger que naquit sa vocation d'économiste.

### Vienne (1906 - 1934)
En 1907, il devient conseiller officiel du gouvernement autrichien, tout en remplissant quelques postes d'enseignement ou en travaillant dans un cabinet d'avocats. À partir de 1909 ou 1911, il devient conseiller économique de la chambre de commerce de Vienne. Il décide alors de s'attaquer à la question soulevée par l'économiste Karl Helferrich, qui avait pointé l'absence de théorie de l'école autrichienne d'économie sur la monnaie[Information douteuse]. Il fera de ses travaux sur la question sa thèse d'Habilitation. Il en sort en 1912 la Théorie de la monnaie et du crédit, dans laquelle il soutient que l'étalon-or est le seul système monétaire viable.
À la suite de la publication de son ouvrage, il obtient en 1913 un premier poste d'enseignement non rémunéré à l'université de Vienne ; il devient privatdozent. À l'exception de la période de guerre, il y enseigne sans discontinuer jusqu'en 1934, toujours sans être payé. Pour Earlene Craver, professeur à l'Université de Los Angeles, ce refus de l'université de Vienne de le nommer à l'une des trois chaires rémunérées est dû à trois raisons : Mises était libéral dans un monde où l'interventionnisme socialiste et fasciste montait en puissance, juif dans une ville de plus en plus antisémite, et il refusait de céder sur ses principes. Dans le même temps, il reste conseiller économique de la Chambre de Commerce de Vienne ; c'est de ce poste qu'il tire ses revenus. Ses idées et plus globalement celles du courant autrichien restent en effet minoritaires dans les universités face à, principalement, l'historicisme.

« Ceux que le monde appelait « économistes autrichiens » étaient dans les universités autrichiennes des exclus, tolérés avec difficulté »

— Ludwig von Mises
Lors de la Première Guerre mondiale, il est mobilisé comme capitaine d'artillerie dans l'armée autrichienne, sur le front de l'Est. Atteint par la typhoïde en 1917, il doit rentrer à Vienne et est affecté au quartier général, où il travaille comme conseiller économique jusqu'à la fin de la guerre. Il s'occupe de la politique monétaire ukrainienne à la fin de l'année 1918. Il finit la guerre avec plusieurs médailles.
Dans la foulée il dirige la délégation autrichienne à la commission des réparations de la Société des Nations. En 1919 il réintègre l'université de Vienne comme « professeur extraordinaire ». Il publie la même année Nation, Staat und Wirtschaft (Nation, État et économie), où il rend responsable de la Première Guerre mondiale l'adoration générale des États-nations et défend une plus grande liberté pour les minorités ethniques et culturelles.
Dans l'entre-deux guerres, il continue à conseiller le gouvernement autrichien ; il est ainsi nommé par ce dernier pour des négociations commerciales avec le gouvernement communiste hongrois de Béla Kun. Dans l'immédiat après-guerre, il défend étonnamment l'émission de papier-monnaie, considérant que c'est le seul moyen de sauver le gouvernement.
Il lance également une campagne anti-inflation, en particulier dans le journal Neues Wiener Tagblatt où il publie des chroniques. Peu après, il est chargé avec Wilhelm Rosenberg de combattre l'inflation généralisée de l'après-guerre, en particulier avec les problèmes de reconversion de l'économie autrichienne. Il n'est que partiellement et temporairement vainqueur : si la couronne autrichienne est stabilisée en 1922, cela n'empêcha pas la crise du système bancaire en 1931.
De plus en plus reconnu, il organise un premier séminaire privé, bimensuel, qui dure de 1920 à 1934. Il y a comme « élèves » Friedrich Hayek, Fritz Machlup, Alfred Schütz, Gottfried Haberler et bien d'autres. Ses idées restent cependant minoritaires au sein de l'université autrichienne.
C'est quelques années seulement après la révolution d'Octobre qu'il développe sa thèse selon laquelle le socialisme est voué à l'échec et irrationnel car ne disposant pas de l'indicateur des prix fixés par l'offre et la demande sur le marché. Après plusieurs articles, dont Die Wirtschaftsrechnung im sozialistischen Gemeinwesen (Le calcul économique en régime collectiviste), il écrit en 1922 Die Gemeinwirtschaft (Socialisme) où il approfondit cette thèse. Il rencontre alors un écho certain chez plusieurs jeunes auteurs comme Friedrich Hayek et Wilhelm Röpke en Allemagne ou Lionel Robbins en Angleterre.
À l'automne 1925, il rencontre pour la première fois celle qui va devenir sa femme, Margit Sereny. Il effectue en 1926 une tournée des universités américaines. En janvier 1927, il fonde l'Institut Autrichien de la conjoncture (Österreichische Konjunkturinstitut). Friedrich Hayek, le plus connu de ses élèves, et qui obtint le Prix Nobel d'économie en 1974, le dirigea jusqu'en 1931. En 1929, il publie Kritik des Interventionismus (Critique de l'interventionnisme) où il réfute l'interventionnisme étatique, qui, pour Mises, échoue à résoudre les problèmes auxquels il tente de répondre et en crée de nouveaux en ajoutant de l'instabilité.
Mises jouit alors d'une solide réputation parmi les économistes en Europe, en particulier à cause de sa Théorie de la monnaie et du crédit (1912), du Calcul économique en économie socialiste (1920), de Socialisme (1922) et de Libéralisme (1927).

### Genève (1934-1940)
En 1934, il reçoit une offre de William Rappard pour occuper la chaire de relations économiques internationales à l'Institut Universitaire des Hautes Études Internationales de Genève. Hitler est depuis un an au pouvoir en Allemagne et, acceptant la proposition de Rappard, Mises part s'installer à Genève le 3 octobre 1934 rejoindre Louis Rougier, Hans Kelsen, Wilhelm Röpke ou Paul Mantoux dans le corps professoral de l'école,. Il enseigne alors en français.
Pendant l'Anschluss, il est à Genève mais, la nuit même où les nazis pénètrent à Vienne, son appartement est vidé par les soldats allemands car ses écrits sont jugés subversifs. Ses documents, ses écrits et sa bibliothèque sont saisis et évacués en 38 valises. Inscrit sur la liste noire des nazis comme de l'URSS, il est dépossédé de ses biens. Il est considéré comme un ennemi politique du nazisme pour ses origines juives, et du socialisme pour ses écrits opposés à toute forme d'étatisme. À la suite de l'application du nouveau code du 31 mai 1938 mis en place par les nazis, on lui retire le 29 juillet 1938 son poste de conseiller économique de la chambre du commerce de Vienne.
Il reste à Genève où le rejoint la même année sa future femme, Margit Sereny. Ils se marient le 6 juillet 1938 à Genève, avec, comme témoins de mariage, Hans Kelsen et Gottfried Haberler.
Mises rencontre régulièrement Hans Kelsen, professeur de droit qu'il avait fréquenté à de nombreuses reprises lors de ses études, Wilhelm Röpke, le théoricien allemand de l'ordolibéralisme, ou Louis Rougier, le philosophe français à l'origine du Colloque Walter Lippmann en 1938. A son invitation, il se rend à ce colloque organisé à l'occasion de la parution en français de La Cité libre de Lippmann. Mises se trouve en désaccord avec Lippmann sur de nombreux points mais prend finalement part à la création du Centre international pour la rénovation du libéralisme. L'existence de ce dernier sera éphémère ; il disparaît en 1940 avec l'occupation allemande.
En 1940, il achève à Genève la rédaction de Nationalökonomie, ouvrage dans lequel il aborde les grands thèmes développés plus tard dans L'action humaine. Le livre est écrit dans une période de guerre, en allemand, sans même pouvoir toucher le public allemand. Le livre ne suscite alors que très peu de réactions. Alors que l'interventionnisme prend de plus en plus d'ampleur à la faveur de la Grande Dépression et des besoins de l'économie de guerre, Mises continue à défendre ses principes, en s'appuyant sur la devise de Virgile qu'il avait choisie : « Tu ne cede malis sed contra audentior ito » (Ne cède pas au mal mais affronte-le avec courage).
L'invasion par l'Allemagne des Pays-Bas, de la Belgique et de la France convainc Mises de la nécessité de fuir le continent européen et, le 4 juillet 1940, sa femme et lui fuient de Genève vers Lisbonne en autocar. Ils y attendent un bateau pour effectuer la liaison transatlantique, pendant plusieurs semaines, au cours desquelles Mises rencontre régulièrement Moisés Bensabat Amzalak, le ministre portugais des finances.

### États-Unis (1940-1973)

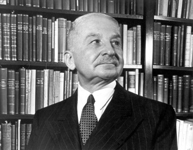
Mises dans sa bibliothèque

Il arrive à New York le 2 août 1940. Il y est accueilli par Alfred Schütz, qui avait participé au séminaire de Ludwig von Mises à Vienne. La reconnaissance qu'on lui accordait en Europe n'est cependant pas aussi forte aux États-Unis et sa théorie de la monnaie et du crédit n'avait ainsi été traduite qu'en 1934 sous l'impulsion de Lionel Robbins. Les débuts de sa nouvelle vie sont difficiles, même si la langue n'est pas un obstacle majeur, Mises étant à l'époque quasiment trilingue allemand-français-anglais.
Même s'il n'a pas encore de poste d'enseignement, il participe à la vie intellectuelle et fréquente par exemple Henry Hazlitt dont il est très proche et qui l'aide à être publié par la Yale University Press. Il rencontre l'économiste Joseph Schumpeter, avec les idées duquel il est cependant souvent en désaccord. Il retrouve également Louis Rougier qui a dû lui aussi fuir l'Europe avec sa femme à l'arrivée de la Wehrmacht. Il est invité en 1942 pour deux mois de conférence à l'Université de Mexico au Mexique.
La situation financière de Mises s'améliore à partir de 1941 quand il reçoit une bourse du National Bureau of Economic Research. Il y travaille jusqu'en 1945. L'année suivante, en janvier 1946, il est naturalisé américain, comme sa femme.
En 1942-1943, il écrit une série de neuf articles dans The New York Times dans lesquels il peut développer sa pensée et se faire connaître dans le pays. Ses articles traitent alors des problèmes monétaires (« Inflation and money supply », « A New World Currency »), de la reconstruction future (« The Problems of a Post-War Union of the Democratic Unions », « British Post-War Problems ») ou de la guerre (« Hitler's Achilles Heel », « The Nazis under Blockade »). À la suite de ces articles, de 1943 à 1954, il collabore avec la National Association of Manufacturers (NAM), dans la commission économique de l'association.
Il commence à être reconnu aux États-Unis et donne plusieurs conférences, en particulier le 15 mars 1943, sur The Aspects of American Foreign Trade Policy au Faculty Club de la New York University. Mises y déclare: 

« Le nationalisme économique est la cause à la racine de tous les conflits internationaux qui ont débouché sur deux guerres mondiales. C'est le nationalisme économique qui, d'une part, conduisit les nations « dynamiques » à l'agression et, d'autre part, dissuada les nations pacifiques de mettre en place une barrière contre une nouvelle agression allemande. Tous les plans pour un meilleur ordre mondial après la guerre sont inutiles s'ils ne réussissent pas à éliminer le protectionnisme et à instaurer le libre-échange. »

— Ludwig von Mises
La même année, il finit d'écrire Omnipotent Government (Le gouvernement omnipotent), son premier ouvrage en anglais, publié en 1944 par la Yale University Press avec Bureaucracy (Bureaucratie).
En 1945, il obtient un poste de Visiting professor à l'Université de New York, université dans laquelle il reste jusqu'en 1969, année de ses 88 ans. L'année suivante, Leonard Read fonde la Foundation for Economic Education (FEE) dont il devient président et à laquelle il associe Ludwig von Mises. Il y anime un séminaire pendant de nombreuses années.
Entre 1948 et 1969, Mises organise à la Graduate School de l'université le séminaire privé qu'il a mis en place à l'Université de Vienne. Pendant ces 21 ans, il compte parmi ses « élèves » Murray Rothbard ou Israel Kirzner (qui fera sa thèse de doctorat sous la direction de Mises). Des jeunes encore lycéens comme George Reisman (qui a alors 15 ans) ou Ralph Raico participent également à ce séminaire hebdomadaire, où Mises invite entre autres Hazlitt ou Ayn Rand. Il est financé par le Volker Fund jusqu'en 1962, année où le fonds disparait. Plusieurs donateurs proches du mouvement libertarien américain financèrent le séminaire jusqu'à la retraite de Mises en 1969.
De 1947 à 1965, il assiste aux réunions de la Société du Mont Pèlerin, une association de penseurs libéraux, dont il a été l'un des quarante « pères fondateurs » de l'organisation à sa création à Vevey en 1947, de même qu'il a participé neuf ans plus tôt au colloque Walter Lippmann.
En 1949, il met la touche finale à la rédaction de son magnum opus, L'action humaine, sur lequel il travaille depuis 1942. Il s'agit d'une version anglaise, révisée et largement adaptée de son précédent livre Nationalökonomie de 1934. L'ouvrage connait un grand succès et six tirages en sont faits.
Il publie encore quelques essais importants par la suite, comme Profit and Loss (Profit et perte), sur le rôle de l'entrepreneur et le marché. En 1957, il publie Theory and History (Théorie et histoire) dans lequel il développe les relations entre praxéologie et histoire de l'humanité. Il s'y livre par ailleurs à une critique virulente du marxisme, de l'historicisme et du scientisme.
À la fin des années 1960, il réduit progressivement ses activités. Son dernier ouvrage important, The Ultimate foundation of economic science (Les fondements ultimes de la science économique), est publié en 1962. Il y développe sur un ton très polémique ses idées sur la nature et les méthodes de la science économique. Il abandonne son séminaire en 1969, à l'âge de 88 ans. Il meurt quatre ans plus tard au St. Vincent's Hospital de New York, le 10 octobre 1973, âgé de 92 ans.

## Pensée

### Présentation générale
Sa théorie économique a un fondement réaliste ; partant de prémisses empiriques générales, elle procède d'une analyse de la nature humaine et du concept d'action humaine qui en découle.
Aux antipodes de la macroéconomie, qui analyse des grandeurs statistiques, des agrégats et des moyennes, Mises souligne le rôle prépondérant de la subjectivité en économie. Il insiste sur l'importance des opinions subjectives des individus dans la formation des phénomènes sociaux, sur les déséquilibres qui en découlent, et sur le rôle central de l'entreprise.
En accord avec la théorie de l'utilité marginale décroissante, il définit la valeur comme le degré d'importance attribué par un sujet à une quantité donnée d'un bien, dans les circonstances du moment (Paradoxe de l'eau et du diamant : un verre d'eau dans le désert n'a pas la même valeur que le même verre d'eau dans une région où l'eau est abondante - mais le deuxième et le troisième verres auront sans doute moins de valeur que le premier). Il écrivit par exemple que : 

« La valeur n'est pas intrinsèque, elle n'est pas dans des choses. Elle est en nous ; elle est la façon dont l’homme réagit aux conditions de son environnement. »

— Ludwig von Mises
Selon Mises, le marché, non entravé par des interventions étatiques, produit un ordre spontané optimal qu'aucune organisation ou planification ne saurait atteindre. La « planification individuelle » est supérieure à toute planification collective.
Son œuvre théorique réfute le collectivisme et l'étatisme sous toutes leurs formes, tant modérées comme le keynésianisme, qu'anti-capitalistes comme le socialisme et le communisme, ou encore le nazisme. Les principes élémentaires, que sont la propriété privée, la division du travail et la liberté des échanges, sont pour Mises le fondement même de la civilisation. Ce sont eux qui ont permis, pour Mises, la prospérité de nos sociétés :

« L'économie de marché n'a pas besoin d'apologistes ni de propagandistes. […] Si vous cherchez son monument, regardez autour de vous »

— Ludwig von Mises, L'action humaine, 1949
Mises est un partisan de l'étalon-or, parce qu'il soustrait la monnaie au contrôle de la politique et aux tendances inflationnistes de tous les gouvernements.

### Théorie sur la monnaie
En 1912, il publie sa Théorie sur la monnaie et le crédit, l'une de ses principales contributions à la pensée économique qui assied sa réputation en Europe. Il s'attache dans ce texte à unifier l'économie comme analyse de l'agir humain, luttant contre la division entre macro et microéconomie. Réfutant les conclusions de Karl Helferrich, il réintègre dans ce texte la monnaie dans la théorie marginaliste en montrant qu'il s'agit d'un produit comme un autre et non d'un simple « voile » comme dans la théorie ricardienne.
Il y approfondit l'analyse de la monnaie, en soulignant tout d'abord que toutes ses fonctions « ne sont que des aspects particuliers de sa fonction primaire et unique, celle de moyen d'échange ». Il propose également une typologie des « monnaies », en distinguant la monnaie au sens strict et au sens large. Il montre également que l'augmentation de la masse monétaire ne se contente pas d'augmenter uniformément l'échelle des prix mais introduit des distorsions. Il explique que la loi de l'offre et de la demande s'applique aussi à la monnaie, et lui confère son « prix », qui est son pouvoir d'achat. Dès lors, établir une équation de la monnaie est impossible. Il insiste enfin sur l'origine spontanée et non étatique de la monnaie.
Il y met en garde contre les processus inflationnistes, sources de redistribution et non de création de richesses. Il souligne également le danger de la manipulation catastrophique de la masse monétaire, qui conduisit par la suite au Krach de 1929[réf. nécessaire]. Il soutient que l'étalon-or est le seul système monétaire viable, que l'inflation est la cause du déficit de la balance des paiements, et non l'inverse, et que les crédits bancaires ne devaient pas être ajustés en fonction de cette variation du commerce.
Il développe enfin une analyse du système de création monétaire par réserves fractionnaires et propose une théorie du cycle économique.

### Le calcul économique et l'économie socialiste
En 1920 dans un article, Le calcul économique en régime collectiviste, puis en 1922 dans son livre Socialisme, il prédit quelques années après la révolution d'Octobre la chute du communisme, et explique pourquoi selon lui tout système de planification centrale est non seulement moins efficace que le libre-marché, mais doit nécessairement finir par s'écrouler, une économie ne pouvant pas fonctionner sans prix de marché qui transmette l'information aux acteurs. Il écrit ainsi que : 

« Du fait de la destruction du système des prix, le paradoxe de la « planification » tient à ce qu'il est impossible d'y faire un plan, faute de calcul économique. Ce que l'on dénomme économie planifiée n'est pas une économie du tout. C'est tout juste un système de tâtonnements dans le noir. »

— Ludwig von Mises, Socialisme
Sans marché, pas de calcul économique et donc pas d'« économie ».
Dans Socialisme, il souligne également que dans un système capitaliste, les propriétaires des moyens de production ne sont pas uniquement les propriétaires légaux mais également l'ensemble des consommateurs. Le capital accumulé leur bénéficie directement. Pour Mises, le système socialiste ne peut assurer le même bien-être aux individus, toujours en raison de l'absence de calcul économique.
Dans la seconde partie de l'ouvrage, il insiste sur l'aspect militaire de la planification, système dans lequel l'individu est privé de sa liberté et doit obéir aux ordres des planificateurs centraux. Il écrit ainsi:

« La communauté socialiste est une grande association autoritaire dans laquelle des ordres sont émis et appliqués. C'est ce que signifient les termes « économie planifiée » et « abolition de l'anarchie de la production ». La structure d'une communauté socialiste est bien résumée dans la comparaison avec une armée. »

Élargissant les travaux de David Ricardo, il écrit que, grâce aux bienfaits de la division du travail, les hommes ont intérêt à s'associer. L'échange libre et non entravé par l'État entre les différents acteurs économiques permet selon Mises une économie efficace et surtout est source de paix : « La plus grande productivité du travail grâce à la division du travail [...] fait que les hommes se regardent comme des camarades dans un effort commun pour le mieux-être et non comme des concurrents dans une course à la survie. Des ennemis, elle fait des amis, de la guerre, la paix, et des individus, une société. »

### L'Action humaine
En 1949, Ludwig von Mises publie la première édition de ce qui restera comme son ouvrage majeur, L'Action humaine. À travers plus de mille pages, il entend couvrir l'ensemble des questions liées à l'action humaine, en présentant une analyse originale de l'économie et de toutes ses questions fondamentales. Comme il l'écrivit lors de la publication de l'ouvrage :

« L’économie ne se laisse pas décomposer en branches spécialisées. Elle traite invariablement de l'interconnexion de tous les phénomènes de l'action économique. Tous les faits économiques se conditionnent mutuellement. Chacun des divers problèmes économiques doit être traité dans le cadre d'un système complet qui assigne sa juste place et son juste poids à chaque aspect des besoins et des désirs humains. Toutes les monographies restent fragmentaires si elles ne sont pas intégrées dans un traitement systématique du corps entier des relations sociales et économiques.

Fournir une telle analyse complète est l’objet de mon livre L’action humaine, un traité d’économie. C'est la consommation d'études et d'investigations perpétuelles, le précipité d’un demi- siècle d'expérience. »

Dans l'Action humaine, il précise en particulier sa conception de l'économie, qui doit s'intéresser avant tout à l'action humaine, comme l'illustre le titre de son ouvrage. Mises écrit ainsi : « Le sujet de l’économie, ce n'est pas les biens et les services, c’est les actions des hommes vivants. Son but n’est pas de s’étendre sur des constructions imaginaires telles que l'équilibre. Ces constructions ne sont que des outils de raisonnement. La seule tâche de l’économie, c’est d’analyser les actions des hommes, d'analyser des processus. ». En particulier, il refuse toute mathématisation de l'économie, à l'opposé de l'école néoclassique : « La méthode mathématique doit être rejetée à cause de sa stérilité. C’est une méthode tout à fait vicieuse, partant d’hypothèses fausses et conduisant à des inférences fallacieuses. Ses syllogismes sont non seulement stériles ; mais ils détournent aussi l'esprit de l'étude des problèmes réels et déforment les relations entre les divers phénomènes. » C'est donc le « dualisme méthodologique » qui doit prévaloir : la méthode de raisonnement applicable à l’économie est de partir de notre connaissance de nous-mêmes en tant qu'êtres humains agissants pour en dériver, par simple déduction logique, les lois qui régissent les phénomènes. Cette méthode « a priori », soutenue par la logique, est semblable à celle des mathématiques. Elle s’oppose à la méthode expérimentale ou hypothético-déductive des sciences physiques.
Il expose en détail les concepts qui deviendront fondamentaux dans la pensée autrichienne : la praxéologie ou analyse de l'action humaine, la catallactique, la conception subjective de la valeur, le rôle des prix et l'importance du marché.

### Philosophie
Bien que principalement économiste, Ludwig von Mises a fait œuvre de philosophe, en particulier dans le champ de la philosophie politique, mais aussi en épistémologie.

### Conception du totalitarisme
On reproche quelquefois à Ludwig von Mises d'avoir rendu hommage en 1927 au coup d'État fasciste de Mussolini, qui avait évité le danger communiste et sauvé la civilisation. Dans son ouvrage Liberalismus de la même année, à la fin de la section consacrée au sujet, après avoir présenté comme l'« idée fondamentale » des fascistes la volonté de « se servir dans le combat contre la IIIe Internationale des mêmes moyens dont la IIIe Internationale se servait sans scrupules contre ses ennemis », il écrit plus précisément :
En 1956, dans Planned chaos, il écrit dans le chapitre 7 consacré au fascisme :

« Il se peut que le fascisme soit ressuscité sous peu, sous une nouvelle étiquette et avec de nouveaux slogans et symboles. Si cela est le cas, les conséquences seront fatales. Car le fascisme n'est pas, comme l'avaient proclamé les fascistes, un "nouveau genre de vie", c'est plutôt un ancien genre tendant vers la destruction et la mort. »

Dans Human Action (L’Action Humain), il développe une analyse approfondie du socialisme des guildes et du corporatisme, qu’il considère comme des formes dérivées du socialisme. Pour lui, le système corporatif italien, qu’il désigne souvent par son nom italien “stato corporativo”, repose sur l’idée fausse selon laquelle chaque branche de production pourrait fonctionner comme un monde fermé, organisé au seul bénéfice de ses membres. Il souligne que dans un tel système, les producteurs ne sont plus soumis aux exigences des consommateurs ni à la concurrence. Une guilde monopolistique, protégée par la loi, n’a aucune incitation à innover ni à optimiser sa production : elle est libre de défendre les intérêts de ses membres, même si cela nuit à la collectivité.
Mises critique également l’illusion selon laquelle une économie organisée en guildes autonomes pourrait fonctionner sans intervention étatique. En réalité, selon lui, dès que les secteurs essentiels abusent de leur position (énergie, alimentation, transports), l’État est contraint d’intervenir, ce qui mène à une centralisation progressive du pouvoir économique. Le corporatisme, loin de constituer une alternative viable au socialisme ou au capitalisme, tend ainsi, selon Mises, à évoluer vers un système d’économie dirigée, autoritaire et inefficace.

## Influence
L'école autrichienne d'économie dont Mises fut en son temps le plus célèbre représentant est une école de pensée hétérodoxe. À ce titre, l'influence directe de Mises a été bien moindre que celle de, par exemple, Milton Friedman quelques années plus tard. Cependant Mises a influencé de nombreux étudiants, organismes ou écoles économique comme, plus généralement, le mouvement libéral et libertarien moderne.
Le Ludwig von Mises Institute fut créé en 1982 aux États-Unis. Dès le 12 juin 1943, Mises avait exprimé dans une lettre à Leonard Read sa conviction qu'il fallait d'abord mener le combat sur le terrain des idées et en direction des intellectuels : « Les masses, ces millions de votants qui sont souverains dans une démocratie, doivent apprendre qu'ils sont manipulés par de fausses doctrines et que seule une société fondée sur le marché et la libre-entreprise peut leur apporter ce qu'ils désirent : la prospérité. Mais pour convaincre la foule, il faut d'abord convaincre les élites, les intellectuels et les hommes d'affaires eux-mêmes. ». Antony Fisher qui fonda plusieurs think tanks libertariens écrivit ainsi dans une lettre à sa femme : « Tous mes efforts ont pour source les enseignements de Ludwig von Mises, ses écrits et ses activités. Les idées ont des conséquences. »
Il a influencé l'école autrichienne d'économie de façon générale et en particulier une partie de la pensée de Friedrich Hayek ou de Murray Rothbard, son élève le plus proche. Pascal Salin s'en revendique également dans Libéralisme.

## Reconnaissance internationale
En 1956, il reçoit le William Volker Distinguished Service Award. Trois ans plus tard, le magazine américain Fortune dit de lui que « le communisme n'a pas eu de plus ardent opposant sur le plan des idées », en faisant référence à ses écrits de 1922 sur le calcul en économie socialiste. En 1962, il reçut la Médaille d'honneur autrichienne des arts et des sciences (Österreichisches Ehrenzeichen für Wissenschaft und Kunst) pour « son travail reconnu internationalement en sciences politiques et en économie ». En 1963, il est fait docteur honoris causa de l'Université de New York, pour son « exposition de la philosophie du marché libre et son plaidoyer pour une société libre ». L'année suivante, il est également fait Doctor rerum politicarum (docteur en sciences politiques) de l'Université de Fribourg-en-Brisgau. Le 4 décembre 1969, Winston Duke publie un article à son sujet dans la revue de la Harvard University Business School, intitulé The Man who should have received the Nobel Prize in Economics (L'homme qui aurait dû recevoir le Prix Nobel d'économie). La même année, il est fait Distinguished fellow de l'American Economic Association.

## Œuvres
- Theorie des Geldes und der Umlaufsmittel, 1912 (The Theory of Money and Credit, « Théorie de la monnaie et du crédit »), [lire en ligne]
- Die Gemeinwirtschaft, 1922 (Socialism, Le socialisme : analyse économique et sociologique), [lire en ligne]
- Liberalismus, 1927 (Liberalism), [lire en ligne]
- Grundprobleme der Nationalökonomie, 1933 (Epistemological problems of Economics, Les problèmes fondamentaux de l'économie politique), [lire en ligne]
- Nationalökonomie, 1940
- Omnipotent Government, 1944 (Le gouvernement omnipotent : état totalitaire et guerre totale), [lire en ligne]
- Bureaucracy, 1944 (La Bureaucratie), [lire en ligne]
- Planned Chaos, 1947 (Le Chaos du planisme), [lire en ligne]
- Human Action a Treatise on Economics, 1949, L'Action humaine, traité d'économie, 1985), [lire en ligne]
- Planning for Freedom, and Other essays, 1952 (« Planifier la liberté et autres essais »), [lire en ligne]
- The Anti-capitalistic Mentality, 1956 (« La mentalité anti-capitaliste »), [lire en ligne]
- Theory and History, 1957 (Théorie et histoire : une interprétation de l'évolution économique et sociale), [lire en ligne]
- The Ultimate Foundation of Economic Science, 1962 (« Le Fondement ultime de la science économique »), [lire en ligne]

### Traductions en français
- Ludwig von Mises, Le Socialisme : Étude Économique et Sociologique, Paris, Librairie de Médicis, 1938
- Ludwig von Mises (trad. de l'anglais par Raoul Audouin), L’action humaine : Traité d’économie, Paris, PUF, coll. « Libre échange », 1985, 942 p. (ISBN 2-13-038598-2)
- Ludwig von Mises (trad. R. Florin et P. Barbier), La Bureaucratie, Paris, Institut Charles Coquelin, 2003 (ISBN 2-915909-00-8, lire en ligne)
- Ludwig von Mises, Le Libéralisme : La seule solution possible vers le progrès économique et social, Paris, Institut Charles Coquelin, 2006 (ISBN 2-915909-10-5, lire en ligne)
- Ludwig von Mises (trad. de l'allemand), Les problèmes fondamentaux de l’économie politique : Études sur la méthode, l’objet et la substance de l’économie politique et de la sociologie, Paris, Institut Charles Coquelin, 2006, 243 p. (ISBN 2-915909-04-0, lire en ligne)
- Ludwig von Mises (trad. de l'anglais), Politique Économique : Réflexions pour aujourd’hui et pour demain, Paris, Institut Charles Coquelin, 2006, 98 p. (ISBN 2-915909-05-9, lire en ligne)
- Ludwig von Mises (trad. Hervé de Quengo), Planifier la liberté et autres essais (lire en ligne)

### Articles
- Ludwig Mises, « La Théorie dite autrichienne du cycle économique », Bulletin périodique,‎ décembre 1936, p. 459-464 (lire en ligne)
- Ludwig von Mises (trad. M. Robert Goetz-Girey), « Le calcul économique en régime collectiviste », dans F. A. von Hayek, L’économie dirigée en régime collectiviste : Études critiques sur les possibilités du socialisme [« Collectivist Economic Planning »], Paris, Librairie de Médicis, 1938 (lire en ligne), p. 93–132
- Ludwig von Mises, « Comment le contrôle des prix conduit au socialisme », sur Jérôme Alexandre Pereau-Leroy, 17 juin 2012 (consulté le 31 août 2012)
- Ludwig von Mises, « L'École autrichienne », sur Page personnelle d'Hervé de Quengo, 19 août 2006 (consulté le 2 septembre 2012)

### Livres
- (en) Collectif, Toward Liberty: Essays in Honor of Ludwig von Mises on the Occasion of his 90th Birthday, 1971
- (en)  Margit von Mises, My life with Ludwig von Mises, 1976, Arlington House publishers, New York,  (ISBN 0-87000-368-2)
- (en) Murray Rothbard, Ludwig von Mises: Scholar, Creator, Hero, 1988, Mises Institute, [lire en ligne]
- (fr) Stéphane Longuet, Hayek et l'école autrichienne, Nathan, coll. Circa, 1998, 192 p,  (ISBN 2-09-190115-6)
- (fr) Thierry Aimar, Les apports de l'école autrichienne d'économie : Subjectivisme, ignorance et coordination, Vuibert, 2005, 315 p,  (ISBN 2-7117-7519-4)
- (en) Jörg Guido Hülsmann, The last knight of liberalism, 2007, Mises Institute,  (ISBN 978-1-933550-18-3), [lire en ligne]
- (fr) Robert Leroux, Ludwig von Mises, vie, œuvres, concepts, Ellipses, 2009.
- (fr) Renaud Fillieule, L'école autrichienne d'économie. Une autre hétérodoxie, Septentrion, 2010, 239 p,  (ISBN 978-2-7574-0163-7)
- (fr) Ron Paul (trad. Benoît Malbranque), Mises et l’École Autrichienne : Un Point de Vue Personnel, Paris, Institut Coppet, novembre 2012, 28 p. (lire en ligne)
- Quinn Slobodian (trad. Ciryl Le Roy), Les Globalistes : Une histoire intellectuelle du néolibéralisme, Paris, Éditions du Seuil, 8 avril 2022, 397 p. (ISBN 9782021457926)

### Articles
- (de) F. A. Hayek, « Nationalökonomie. Theorie des Handelns und des Wirtschaftens. By L. von Mises. (Geneva: Editions Union. 1940. Pp. xvi + 756. Fr. 20.) », The American Economic Review, vol. LI, no 201,‎ avril 1941, p. 124-127 (DOI 10.2307/2225659)
- (en) Murray N. Rothbard, « Mises’ “Human Action”: Comment », The American Economic Review, vol. 41, no 1,‎ mars 1951, p. 181-185 (lire en ligne)
- (en) Israel M. Kirzner, « Between Mises and Keynes: An Interview with Israel M. Kirzner », The Austrian Economics Newsletter, vol. 17, no 1,‎ 1997 (lire en ligne)
- (fr) Israel M. Kirzner, « Ludwig von Mises et la théorie du capital et de l'intérêt », sur Page personnelle d'Hervé de Quengo, 14 août 2000 (consulté le 2 septembre 2012)
- (fr) « Portrait : Ludvig von Mises (1881-1973) », La nouvelle lettre, no 1078,‎ 14 mai 2011, p. 8 (lire en ligne)